# Церіков Мурат Тимурбулатович
Мурат Тимурбулатович Церіков (нар. 1935, Одеса, УРСР — пом.  19??, загинув в автомобільній катастрофі) — радянський футболіст, захисник. Один з рекордсменів чернівецької «Буковини» за кількістю проведених матчів (являється першим футболіст, який досяг позначки в 100 матчів).

## Життєпис
Вихованець одеського футболу, у футбол розпочинав грати в одеському «Харчовику». У 1957—1959 роках захищав кольори одеського «Чорноморця» (61 матч — в першості, 4 матчі, 1 гол — у кубку СРСР). У 1960—1965 роках разом із своїм товаришем Віктором Осадчуком грав за чернівецький «Авангард» («Буковина») — 201 матч (15 м'ячів).
Протягом шести сезонів був одним з лідерів команди. Особливо вдалим для Церікова став сезон 1963 року, в якому зіграв 40 матчів (забив 6 голів). Мурат перший футболіст чернівецької «Буковини», який досяг позначки в 100 матчів. А в позначку в 200 ігор його обігнав багаторічний партнер по команді та кращий друг Віктор Осадчук.
Загинув в автомобільній катастрофі.